# Formica montana
Formica montana é uma espécie de formiga do gênero Formica, pertencente à subfamília Formicinae.